# Lon Gisland
Lon Gisland EP – EP wydana przez Beirut. Płyta jest następczynią dobrze przyjętej przez krytykę Gulag Orkestar. Jest to pierwszy album Zacha Condona nagrany z żywym zespołem.
Powstało również specjalne wydawnictwo, które zawiera album Gulag Orkestar i Lon Gisland.

## Lista utworów
1. "Elephant Gun" - 5:48
2. "My Family's Role in the World Revolution" - 2:07
3. "Scenic World (Second Version)" - 2:53
4. "The Long Island Sound" - 1:18
5. "Carousels" - 4:23